# Aralimatti, Gokak
Aralimatti là một làng thuộc tehsil Gokak, huyện Belgaum, bang Karnataka, Ấn Độ.